# تاکشی یاگی
تاکشی یاگی (انگلیسی: Takeshi Yagi؛ زادهٔ ۱ ژانویهٔ ۱۹۶۷) کارگردان فیلم اهل ژاپن است.